# L'Irlandais (film, 2011)
Pour les articles homonymes, voir L'Irlandais et The Guard.
Pour plus de détails, voir Fiche technique et Distribution.
L'Irlandais (The Guard) est un film irlandais réalisé par John Michael McDonagh, sorti en 2011.

## Synopsis
Gerry Boyle, la cinquantaine bedonnante, est officier de police dans un petit village rustique du comté de Galway en Irlande. Bougon, cynique, nonchalant, un tantinet raciste, ce flic complètement atypique est également un grand amateur d'alcool et de prostituées. Lorsque le meurtre inexpliqué d'un trafiquant vient troubler la tranquillité de sa paisible routine, Boyle se voit contraint de faire équipe avec Wendell Everett, un agent du FBI envoyé sur les lieux pour démanteler un puissant réseau de trafic de cocaïne. Entre l'Irlandais taciturne et laxiste et l'Américain maniaque et zélé, ce n'est pas qu'un choc des cultures qui s'opère, mais un véritable choc des méthodes de travail.

## Fiche technique
- Titre : L'Irlandais
- Titre original : The Guard
- Réalisation : John Michael McDonagh
- Scénario : John Michael McDonagh
- Musique : Calexico
- Photographie : Larry Smith
- Montage : Chris Gill
- Production : Chris Clark, Flora Fernandez-Marengo, Ed Guiney et Andrew Lowe
- Sociétés de production : Reprisal Films • Element Pictures • Crescendo Productions • Aegis Film Fund • Irish Film Board • Prescience • UK Film Council
- Société de distribution : SND
- Pays de production :  Irlande
- Budget : 6 millions de $[1]
- Genre : comédie policière
- Durée : 96 minutes
- Dates de sortie :
  - États-Unis 20 janvier 2011 (Festival du film de Sundance)
  - Irlande : 7 juillet 2011
  - France : 21 décembre 2011

## Distribution
Légende : VF : voix françaises selon le carton de doublage.
- Brendan Gleeson (VF : Patrick Béthune) : le sergent Gerry Boyle
- Don Cheadle (VF : Sidney Kotto) : l'agent du FBI Wendell Everett
- Liam Cunningham (VF : François Dunoyer) : Francis Sheehy-Skeffington
- Mark Strong (VF : Serge Biavan) : Clive Cornell
- David Wilmot (VF : Emmanuel Karsen) : Liam O'Leary
- Fionnula Flanagan : Eileen Boyle
- Rory Keenan (VF : Olivier Chauvel) : Aidan McBride
- Katarina Čas (VF : Liana Fulga) : Gabriela McBride
- Michael Og Lane : Eugene Moloney
- Sarah Greene : Sinéad Mulligan
- Dominique McElligott (VF : Karine Texier) : Aoife O'Carroll
- Darren Healy : Jimmy Moody
- Pat Shortt (VF : Loïc Houdré) : Colm Hennessy

## Accueil
Georgie Hobbs écrit dans le magazine de cinéma Little White Lies :
| « Hilarant sans qu'on s’y attende, L’Irlandais marque les débuts triomphaux comme metteur en scène du scénariste de Ned Kelly (et frère du réalisateur de Bons baisers de Bruges, Martin), John Michael McDonagh. […] Ce film sûr de lui sait pertinemment combien il est drôle quand il se permet la provocation du politiquement incorrect débridé à foison. » | « Unexpectedly hilarious, The Guard is the triumphant directorial debut of Ned Kelly screenwriter (and brother of In Bruges director Martin), John Michael McDonagh. […] This confident film knows full well how funny it is, daring to provoke with unfettered ‘unPCness’ a plenty. » |

Le site français Allociné propose une note moyenne de la presse à 3,4/5. À cette occasion, le journal 20 minutes écrit que Brendan Glesson est épatant et efficace, Les Fiches du cinéma déclarent que l'esprit british de l'écriture confère une certaine élégance désabusée, TéléCinéObs qu'il s'agit là d'un polar mordant et revigorant comme une pinte de bière brune, et Le Journal du dimanche souligne que l'on « aime l'humour noir et désinvolte de ce flic anti-héros et caractériel ».
Sur le site américain IMDb, la note moyenne donnée par les spectateurs est de 7,3 sur 10.

## Autour du film
McDonagh a conçu son film comme un western en transposant le Far West dans le comté de Galway en Irlande, avec « les ingrédients pour un film stylisé et poétique, dont l'ampleur romanesque et l’humour noir évoquent John Ford et Preston Sturges ». D’autre part, le scénariste-réalisateur s’inspire du cinéma américain des années 1970 : « À la fois exaltant et original, il m'a servi de modèle : qu'il s'agisse de drames, de comédies ou de polars, ces films avaient une tonalité mélancolique et poétique. »
Le tournage a débuté en octobre 2009 sur l'île de Leitir Móir et s’est poursuivi pendant six semaines dans la région du Connemara, sauf pour certaines scènes tournées à Wicklow et à Dublin.

## Bande originale
Quand Gerry Boyle se rend dans un bar avec sa mère, on peut entendre la mélodie irlandaise Gilderoy, connue depuis 1726 et devenue célèbre au XIXe siècle sous le titre Star of the County Down après l'ajout de paroles. Dans le pub où Sheehy tente de faire chanter Boyle, la radio diffuse Ode to Billie Joe de Bobbie Gentry et le maître chanteur disserte sur ce qu’on a jeté du haut du Tallahatchie bridge.

## Distinctions
- Berlinale 2011 : Mention spéciale au prix du meilleur premier film
- Festival du film britannique de Dinard 2011 : prix du public et celui de la meilleure photographie
- Evening Standard British Film Awards 2012 : Peter Sellers Award for Comedy

## Article annexe
- Psychotrope au cinéma et à la télévision